# Michel Foucault
Paul-Michel Foucault (in francese: [pɔl miʃɛl fuko]; Poitiers, 15 ottobre 1926 – Parigi, 25 giugno 1984) è stato un filosofo, sociologo e storico francese.
Filosofo, "archeologo dei saperi", saggista letterario e docente presso il Collège de France, fu una delle personalità di spicco della corrente filosofico-antropologica strutturalista e post-strutturalista tra gli anni sessanta e i primissimi anni ottanta, assieme a Claude Lévi-Strauss, Jacques Lacan, Louis Althusser, Roland Barthes, Pierre Klossowski, Gilles Deleuze e Jacques Derrida. Tra i grandi pensatori del XX secolo Foucault fu l'unico che realizzò  allorché segnalava che, nonostante ogni storicismo, continuasse a mancare una storia della follia, del crimine e della sessualità.
I lavori di Foucault si concentrano su un argomento simile a quello della burocrazia e della connessa razionalizzazione trattato da Max Weber. Egli studiò lo sviluppo delle prigioni, degli ospedali, delle scuole e di altre grandi organizzazioni sociali. Sua è la teorizzazione che vide nell'archetipo del Panopticon, modello di carcere ideale teorizzato dal filosofo e giurista inglese Jeremy Bentham, il paradigma della moderna società capitalistica.
Importanti sono anche gli studi di Foucault sulla sessualità, che egli ritiene non sia sempre esistita così come la conosciamo oggi e così come soprattutto ne discutiamo. In particolare negli ultimi due secoli la sfera del sesso è stata oggetto di una volontà di sapere, di una pratica confessionale che prosegue, in maniera blanda ma comunque diffusa, la volontà di potere e di sapere istituita con la modernità dalle istituzioni prima religiose e poi secolari. Altro tema ampiamente trattato dal filosofo francese è quello della "cura di sé", un principio filosofico rintracciabile nel periodo ellenistico greco e nell'età tardo imperiale romana.

## Biografia

### 1926-1953: la famiglia e la formazione
Paul-Michel Foucault nacque a Poitiers il 15 ottobre del 1926, secondogenito dei tre figli di una famiglia della borghesia francese. Suo padre, Paul Foucault, era un chirurgo, come i suoi nonni, originari di Fontainebleau (nell'Île-de-France), mentre sua madre, Anne Malapert, anch'ella proveniente da una famiglia di chirurghi, giocò un ruolo attivo nell'educazione del piccolo Michel. Dopo avere frequentato una scuola cattolica alle primarie studia la filosofia con uno studente allora al secondo anno di filosofia, Louis Girard, ed entra nel prestigioso Lycée Henri-IV di Parigi. Nel 1946 Foucault viene ammesso all'École normale supérieure classificandosi tra i primi quattro. Qui studia con Maurice Merleau-Ponty e Louis Althusser. Nel 1948 riceve il diploma di laurea in filosofia, nel 1950 quello in psicologia. In gioventù Foucault tenta più volte di suicidarsi, abusa di alcolici, e per un breve periodo va in analisi; vive la sua omosessualità in maniera complessa. Negli anni Cinquanta studia i testi di Nietzsche e di Heidegger. Nel 1950 aderisce al Partito Comunista Francese, che lascerà due anni dopo. Nel 1952 lavora come psicologo al servizio psichiatrico del professor Jean Delay a l'hopital Sainte-Anne a Parigi.

### 1954-1962: la libera docenza, l'incontro con Daniel Defert e l'esperienza tunisina
Dal 1954 al 1958 Foucault insegna francese nelle università di Uppsala (Svezia, dove ha una relazione con il compositore Jean Barraqué), Varsavia e Amburgo. Nel 1955 diventa direttore dell'Istituto francese di Uppsala. Nel 1961 presenta Storia della follia nell'età classica come tesi principale diretta da Georges Canguilhem e l'Introduzione all'«Antropologia» di Kant sotto la direzione di Jean Hyppolite. Nel 1960 Foucault incontra Daniel Defert, uno studente di filosofia, che diventerà il suo compagno per venticinque anni. L'attivismo politico di Defert avrà una grande influenza sul filosofo francese. In un'intervista del 1981 Foucault dirà: «Ho vissuto per 18 anni in uno stato di passione verso qualcun altro. In certi momenti, questa passione ha preso la forma dell'amore. Ma in verità, è tutta una questione di passione tra noi due». Quando Defert è costretto a trasferirsi in Tunisia per gli obblighi di leva, Foucault rinuncia a una prestigiosa posizione in un'università giapponese e si trasferisce a Tunisi. Qui si espone spesso nella difesa di alcuni studenti, procurando loro avvocati dalla Francia. Dal 1966 al 1968 la Tunisia è agitata da numerosi scontri di piazza in seguito alla Guerra dei sei giorni tra i paesi arabi e lo stato di Israele.

### 1963-1971: dallaNascita della clinicaall'Archeologia del sapere
Nel 1963 viene pubblicato Nascita della clinica: un'archeologia dello sguardo medico (Naissance de la clinique. Une archéologie du regard médical).
Nel 1965 inizia un viaggio per alcune lezioni in Brasile, dove incontra alcuni oppositori alla giunta militare (con i quali terrà un legame costante). Nel 1966 Foucault cura insieme a Gilles Deleuze l'edizione dell'opera omnia di Nietzsche in Francia. Sempre nel 1966 esce Le parole e le cose (Les Mots et les Choses) che diventa un best seller. Ritorna in Francia durante gli sconvolgimenti del 1968 e appoggia il movimento studentesco. Gli viene chiesto di dirigere il dipartimento di filosofia della neonata università sperimentale di Vincennes, nata proprio sulla spinta del movimento del Sessantotto. Esce nel 1969 L'archeologia del sapere (L'Archéologie du savoir).
Insieme a Daniel Defert nel febbraio del 1971, Foucault partecipa alla creazione del Gruppo di Informazione sulle prigioni (Groupe d'Information sur les Prisons), indagando più da vicino la condizione del carcere e fornendo ai reclusi un mezzo di comunicazione verso l'esterno e un'occasione per elaborare pubblicamente la condizione della carcerazione.
Nel '71 pubblica anche Nietzsche, la genealogia, la storia, nel quale esamina le possibili direzioni del senso storico che può accettare l'esistenza di una costante sovrastorica (una verità eterna, un'anima che non muore, una coscienza immutabile e presente a se stessa) oppure identificarsi con il genealogista nietzschiano, che nega la verità dell'Assoluto e della metafisica, in grado di portare alla luce la causa e fine della storia come dispiegamento nel tempo di una volontà cosmica regolatrice e/o di un significato nascosto nell'Idea e nell'origine. 

Foucault rimuove l'interrogativo sull'origine divina del male, è contrario all'uso platonico della storia (reminiscenza, continuità-tradizione, conoscenza) e rifiuta il soggetto trascendentale kantiano, forma universale e necessaria dell'a priori, cui sostituisce una pratica storica, contingente e particolare: «il punto in cui [la mia indagine] si separa da tutte le filosofie della conoscenza consiste nel non riferire questo fatto [dell'esistenza dei discorsi] all'istanza di una donazione originaria che fondi il fatto e il diritto in un soggetto trascendentale, ma ai processi di una pratica storica» (da Archeologia del sapere).

### 1970: i corsi al Collège de France
Il 12 aprile 1970 viene eletto professore al Collège de France alla cattedra di Storia dei Sistemi di Pensiero. In questa posizione, presso la più prestigiosa istituzione accademica francese, Foucault è ormai considerato un filosofo di capitale importanza nel panorama internazionale. Qui terrà i suoi corsi fino all'anno della sua morte e si dedicherà soprattutto alla ricerca. Tutti i professori del Collège de France hanno l'obbligo di impartire 26 ore di insegnamento all'anno (che possono essere svolte in forma di seminari di 13 ore al massimo). I docenti devono presentare ogni anno una ricerca originale, e ciò li costringe a rinnovare ogni volta il contenuto del loro insegnamento. La partecipazione ai corsi e ai seminari è del tutto libera; non richiede né iscrizione né titoli di studio, ma nemmeno gli insegnanti ne rilasciano alcuno. Nel vocabolario del Collège de France si dice che i professori non hanno studenti, ma solo degli uditori. Nei corsi Foucault lavora sia con i materiali teorici che porteranno alla creazione di Sorvegliare e punire, sia con quel concetto di biopolitica, a cominciare dal corso del 1976, Bisogna difendere la società (Il faut défendre la société) che sarà il lascito più scottante per la teoria critica a venire.

### 1975-1984:Sorvegliare e punireeLa volontà di sapere
Nel 1975 Foucault pubblica Sorvegliare e punire. Nascita della prigione (Surveiller et punir. Naissance de la prison), il suo lavoro più noto e influente, che avrà ripercussioni in un numero svariato di campi disciplinari. Nello stesso anno sperimenta l'LSD nella Valle della Morte, un'esperienza che definirà "la migliore della mia vita".
Nel 1976 esce la prima parte della "Storia della sessualità", La volontà di sapere (La volonté de savoir).
Nel 1978 racconta sulle pagine del Corriere della Sera la rivoluzione iraniana. Il filosofo francese mantiene un atteggiamento non distaccato dagli eventi, simpatizza per gli studenti, sottolinea la potenza popolare di una ribellione “a mani basse”, forte di una “spiritualità politica” sconosciuta nel mondo occidentale. Alla fine della sua corrispondenza egli paventa come la costellazione islamica potesse diventare «una gigantesca polveriera, formata da centinaia di milioni di uomini». Aggiunge inoltre che «Da ieri ogni stato musulmano può essere rivoluzionario dall'interno, a partire dalle sue tradizioni secolari».
Nel 1984 Foucault pubblica gli altri due volumi della Storia della sessualità: L'uso dei piaceri (L'usage des plaisirs) e La cura di sé (Le souci de soi). A proposito dell'attenzione posta sulla questione sessuale all'interno del pensiero occidentale Foucault dirà: «Dobbiamo capire che con i nostri desideri, attraverso i nostri desideri, si creano nuove forme di relazione, nuove forme d'amore, nuove forme di creazione. Il sesso non è una fatalità; è possibilità di una vita creativa». Foucault muore a Parigi a causa di una malattia legata all'AIDS il 25 giugno 1984.

## Opere
La sua produzione viene spesso divisa in due periodi: il primo relativo alle teorie raccolte nelle opere Storia della follia nell'età classica, Nascita della clinica, Le parole e le cose e L'archeologia del sapere. In queste opere Foucault propone un'analisi che egli definisce "archeologica", dei processi di costituzione e di formazione del 'sapere' di un certo momento, in un certo luogo, per una certa disciplina. In particolare Foucault analizza il formarsi del campo di studi delle "scienze umane". Per la realizzazione di quest'analisi egli introdurrà, tra gli altri, il concetto di "episteme", con il quale indicherà l'insieme delle formazioni discorsive preformanti per i sistemi concettuali di una determinata epoca storica, in un determinato contesto geografico e sociale.
A partire dall'episteme, secondo Foucault, diviene possibile che solo certi "giochi di verità" abbiano luogo e non altri. Un esempio di disciplina che, nella nostra epoca e cultura, fornisce epistemi, è la psicoanalisi freudiana che ricorre spesso nell'opera dell'autore oltre che come esempio di scienza in grado di produrre conoscenza, anche come fonte di esercizio di potere nel limitare la libertà critica, sfruttando la propria autorità di disciplina consolidata. Il secondo periodo della sua produzione è invece direttamente interessato all'esercizio del potere e al suo funzionamento. Visse il Sessantotto fuori dalla Francia, ma partecipò alla temperie culturale seguente, come pensatore di prestigio oltre che accademico riconosciuto. Risente della cultura marxista, ma ribalta completamente il discorso sul soggetto della storia, non riconoscendo una classe repressa portatrice inevitabile di sviluppo, come in Marx.
Foucault elabora piuttosto una "microfisica del potere", nella quale il potere "non è qualcosa che si divide tra coloro che lo possiedono o coloro che lo detengono esclusivamente e coloro che non lo hanno o lo subiscono. Il potere deve essere analizzato come qualcosa che circola, o meglio come qualcosa che funziona solo a catena. Non è mai localizzato qui o lì, non è mai nelle mani di alcuni, non è mai appropriato come una ricchezza o un bene. Il potere funziona, si esercita attraverso un'organizzazione reticolare". Il concetto di potere espresso da Foucault è profondamente attuale, essendo una sorta di campo relazionale mai gestito da un soggetto in particolare (il capitalista, il prete...). È prima di tutto un discorso (una proliferazione di discorsi) portato verso una direzione in seguito a stratificazioni di un senso piuttosto che un altro. Qualcosa che condiziona, ma che lascia margini di gioco, di distorsione, di sviluppo.
Il tema della conoscenza è centrale nel pensiero di Foucault, che a essa lega la storia stessa della cultura dell'Occidente con riferimenti all'esercizio del potere tramite la gestione della verità effettuati per esempio dalla Chiesa o dalla scienza positiva. Una rivoluzione della conoscenza e della "verità" porta inevitabilmente dei cambiamenti forti nella essenza stessa della società e della sua cultura. Cosicché la storia si viene a delineare come costituita da momenti di grave crisi delle "verità" seguiti da periodi di relativa stabilità in cui una serie di "discorsi" domina su altri. Il "discorso", quindi, si viene a delineare come una costruzione basata su degli epistemi tramite il quale viene esercitato un potere e rispetto al quale, per la difesa di questo discorso, esistono una serie di tecniche e procedure, tra cui l'interdetto ossia il divieto di trattare certi argomenti: la creazione dei tabù, oppure il rapporto con i discorsi dei folli, che in quanto tali non vengono presi in considerazione oppure caricati di valori misteriosi, ma mai trattati.

### Analitica del potere: Sicurezza, Criminalità e Controllo dei Corpi in Sorvegliare e Punire
Si dice spesso che "sapere è potere", e altrettanto spesso si adduce Foucault ad apostolo di questo punto di vista. Per Foucault, però, il rapporto fra forme di sapere e forme di potere è ben più complesso. Se nella sua prima produzione, Foucault mostra la contingenza di quello che in varie epoche e di luogo in luogo viene definito 'sapere' (e quindi 'verità'), a partire dalla metà degli anni Settanta, nella cosiddetta 'seconda' produzione foucaultiana, il filosofo francese punta ad analizzare il rapporto fra sapere e potere.
In "Sorvegliare e punire" Foucault comincia con uno studio dei codici penali europei, notando il fatto che dall'enfasi medievale sul controllo dei corpi (le violazioni della legge risultano in punizioni più o meno severe, ma il sistema giudiziario non si preoccupa del tipo di persona che si trova soggetta a procedimento) essi pian piano si spostano verso il tentativo di controllare il movimento dei corpi dei prigionieri (il famoso Panopticon detto da Jeremy Bentham). Queste moderne forme giuridiche e tecniche penitenziarie a esse legate in ultima analisi però hanno l'effetto di plasmare il comportamento umano: nel Panopticon benthamiano, per esempio, il semplice sapere di essere potenzialmente sotto osservazione modifica il comportamento dei detenuti, che si guardano bene dal commettere violazioni che potrebbero essere viste e quindi punite dal potere sorvegliante. Da questa caratteristica deriva la grande fortuna dell'analisi foucaultiana del Panopticon nella sua applicazione alla politica contemporanea della sicurezza e della sorveglianza.
Gradualmente, quindi, i sistemi giuridici europei cominciano a interessarsi non solo del fatto che i detenuti abbiano scontato la pena, ma che non intendano commettere altri crimini. Simultaneamente, emerge la preoccupazione 'parallela' con la possibilità di commettere crimini, e quindi la preoccupazione che la criminalità sia una qualità 'patologica' e intrinseca ad alcuni individui o gruppi sociali di cui infatti si occuperanno discipline come la criminologia e l'antropologia (per esempio gli studi di frenologia ad opera di Cesare Lombroso).
È in questo senso che sussiste un rapporto profondo fra sapere e potere: saperi come quelli che emergono nella giurisprudenza, nella criminologia, ecc. non sono neutrali o apolitici, sono invece siti in cui si costruiscono concezioni di normalità e di devianza o patologia che a loro volta permettono - e vengono sostenute da - una serie di pratiche che stigmatizzano certi individui, soggettività, o azioni. Sapere e potere sono inscindibili in questo senso.

### Analitica del potere: La Storia della sessualità, potere, soggettività, e repressione
Importanti sono anche gli studi di Foucault sulla sessualità, i quali mostrano che non è sempre esistita così come la conosciamo oggi e così come soprattutto ne discutiamo. Gli studi sono raccolti nell'opera in più volumi intitolata Storia della sessualità. Nel 1976 il prestigioso editore francese Gallimard pubblica Histoire de la sexualité: la volonté de savoir (Storia della Sessualità: La volontà di sapere), un breve volume che traccia un progetto, che avrebbe dovuto annoverare sette volumi, costruito attorno a quella che Foucault chiamò "ipotesi repressiva" cioè l'idea di una forma di potere che operava apparentemente reprimendo ma in realtà sollecitando pratiche - nella fattispecie, la sessualità - definite patologiche o "anormali". Questo approccio rifiutava le concezioni di potere adottati dalle ortodossie sia marxiste che freudiane del tempo.
Solo con la modernità la sessualità – intesa come identità e come pratiche – ci appare come una caratteristica intrinseca al sé, a tal punto da sentire il bisogno di dichiarare una particolare "identità sessuale" e addirittura le proprie scelte sessuali. Ma questi sviluppi sono il risultato non, come si pensava precedentemente, di una sessualità prima repressa nei secoli e che solo ora, attraverso lotte di emancipazione, viene a esprimersi, ma anzi, mettendo in guardia proprio da questa concezione, Foucault mostra che questa spiegazione stessa sarebbe in realtà una pratica confessionale incentrata appunto sulla 'cura del sé', di cui parte fondamentale è proprio manifestare ad altri (preti, psichiatri, ecc.) la verità nascosta riguardo alla propria sessualità. L'"ipotesi repressiva" è appunto questa: che la concezione di una repressione diffusa contro la quale lottare mascheri una realtà in cui, invece, il potere opera prescrivendo ai soggetti i modi e i contesti in cui si debba invece parlare e manifestare la propria "identità sessuale". Se da un lato, quindi, la storia della sessualità viene narrata come una lunga lotta contro la repressione di istituzioni – religiose prima e secolari poi – in cui pian piano la libertà (di espressione) sessuale viene conquistata, a ben vedere cambiano "solo" le tipologie di sessualità "accettabili" ("normali") e i modi socialmente accettabili in cui di queste il soggetto deve parlare. Permane però l'imperativo di parlarne, e proprio tramite questo parlarne, di legare il sé, sia a un'identità sessuale particolare che a un sistema di istituzioni sociali, economiche e politiche che queste identità regolano (l'evoluzione di queste forme istituzionalizzate viene dettagliato nel ciclo di lezioni al Collège de France intitolate Les Anormaux, o Gli Anormali).
A conclusione di questo breve volume Foucault introduce il concetto di 'biopolitica' (neologismo composto da bìos "βίος", vita e da polis "πολις", città) che indica una forma di potere che ha come oggetto la stessa vita umana, accrescendola, moltiplicandola e amministrandola, e che ha come particolarità quella di operare proprio tramite la costruzione di una soggettività individuale (il sé). La costruzione della soggettività, in altre parole, è inscindibile dalla gestione di popolazioni nella loro interezza – e quindi le tecniche e le procedure tramite le quali viene plasmata la soggettività sono inscindibili dalle tecniche tramite le quali viene gestita una popolazione nella sua interezza. La biopolitica, quindi, è inscindibile da una tecnologia politica che ha al suo centro la cura sia per una popolazione che per i soggetti che la compongono, e che trova la sua giustificazione nell'articolazione di ciò che costituisce l'interesse sia della società in generale che dell'individuo in particolare - e non, per esempio, negli interessi di un sovrano.
Se il potere medievale era un potere che in prima istanza 'lasciava vivere e faceva morire' il biopotere 'fa vivere e lascia morire'.

## Critiche
Secondo Diedrich Diederichsen i suoi scritti nella Germania riunificata, a differenza che in America, attuarono, nei casi migliori, una depoliticizzazione e, nei peggiori, una riabilitazione delle posizioni di destra.

## Scritti
- Maladie mentale et personnalité, Paris: PUF, 1954
- Storia della follia nell'età classica (1961), trad. Franco Ferrucci, Emilio Renzi e Vittore Vezzoli, Rizzoli, Milano 1963.
- Malattia mentale e psicologia (1962), a cura di Fabio Polidori, Cortina, Milano 1997.
- Raymond Roussel (1963), Cappelli, Bologna 1978; trad. Massimiliano Guareschi, Ombre corte, Verona, 2001.
- Nascita della clinica: il ruolo della medicina nella costituzione delle scienze umane oppure con sottotitolo Una archeologia dello sguardo medico (1963), trad. Alessandro Fontana, Einaudi, Torino 1969.
- Le parole e le cose: un'archeologia delle scienze umane (1966), trad. Emilio Panaitescu, Rizzoli, Milano 1967.
- Utopie. Eterotopie (1966), trad. Antonella Moscati Cronopio, Napoli 2006.
- L'archeologia del sapere (1969), trad. Giovanni Bogliolo, Rizzoli, Milano 1971.
- L'ordine del discorso: i meccanismi sociali di controllo e di esclusione della parola (1971), trad. Alessandro Fontana, Einaudi, Torino 1972.
- Questo non è una pipa (1973), trad. Alba Pellegrino Ceccarelli, Serra e Riva, Milano, 1980; poi trad. Roberto Rossi, SE, Milano, 1988.
- Io, Pierre Rivière, avendo sgozzato mia madre, mia sorella e mio fratello... (1973), trad. Alessandro Fontana e Pasquale Pasquino, Einaudi, Torino 1978.
- Sorvegliare e punire: nascita della prigione (1975), trad. Alcesti Tarchetti, Einaudi, Torino 1976.
- Herculine Barbin, detta Alexina B., una strana confessione: memorie di un ermafrodito (1978), trad. Brunella Schisa, Einaudi, Torino 1979.
- Microfisica del potere: interventi politici, a cura di Alessandro Fontana e Pasquale Pasquino, Einaudi, Torino 1977.
- Le Désordre des familles. Lettres de cachet des Archives de la Bastille au XVIIIe siècle (con Arlette Farge), Paris: Gallimard: 1982.
- Vent’anni e poi (1978) (con Thierry Voeltzel), Collana Linee, Milano: Meltemi, 2021
- Storia della sessualità:
  - La volontà di sapere (1976), trad. Pasquale Pasquino e Giovanna Procacci, Feltrinelli, Milano 1978.
  - L'uso dei piaceri (1984), trad. Laura Guarino, Feltrinelli, Milano 1984.
  - La cura di sé (1984), trad. Laura Guarino, Feltrinelli, Milano 1985.
  - Le confessioni della carne (2018), trad. Deborah Borca, Feltrinelli, Milano 2019.

### Raccolte e antologie
- Conversazioni con Claude Lévi-Strauss, Michel Foucault e Jacques Lacan, a cura di Paolo Caruso, Mursia, Milano 1969.
- Scritti letterari, trad. Cesare Milanese, Feltrinelli Milano 1971 (contiene: Che cos'è un autore? - Il linguaggio all'infinito - Il pensiero del di fuori - Introduzione ai dialoghi di Rousseau - La follia, l'opera assente - La prosa di Atteone - Prefazione alla trasgressione - Un fantastico da biblioteca - Un sapere così crudele)
- Il pensiero del fuori, trad. Vincenzo Del Ninno, con uno scritto di Federico Ferrari, SE, Milano 1998 (anche in Scritti letterari).
- Due risposte sull'epistemologia, trad. Mario De Stefanis, Lampugnani Nigri, Milano 1971; poi come Il sapere e la storia, introduzione di Maurizio Ciampa, Savelli, Roma, 1979; poi a cura di Antonella Cutro, Il sapere e la storia: sull'archeologia delle scienze e altri scritti, Ombre corte, Verona 2007.
- Il potere e la parola, a cura di Paolo Veronesi, Zanichelli, Bologna 1978 (antologia di testi già pubblicati).
- Dalle torture alle celle, trad. Gianfranco Perni, Lerici, Cosenza 1979.
- Colloqui con Foucault a cura di Duccio Trombadori, Cooperativa 10/17, Salerno 1981.
- Lezioni al Collège de France, trad. Mario Bertani, Ponte alle Grazie, Firenze 1990.
- Tecnologie del sé. Un seminario con Michel Foucault, a cura di Luther H. Martin, Huck Gutman e Patrick H. Hutton, trad. Saverio Marchignoli, Bollati Boringhieri, Torino 1992.
- Poteri e strategie. L'assoggettamento dei corpi e l'elemento sfuggente, trad. Pierre Dalla Vigna, Mimesis, Milano 1994.
- Eterotopia: luoghi e non-luoghi metropolitani, Mimesis, Milano 1994.
- Resumé des cours: 1970-1982, a cura del Centro Sociale Occupato Autogestito "Godzilla", Biblioteca Franco Serantini, Pisa 1994.
- La verità e le forme giuridiche, introduzione di Lucio d'Alessandro, La città del sole, Napoli 1994.
- Discorso e verità nella Grecia Antica, a cura di Adelina Galeotti, introduzione di Remo Bodei, Donzelli, Roma 1996.
- Archivio Foucault - Interventi, colloqui, interviste:
  - Volume I. 1961-1970, trad. Gioia Costa, a cura di Judith Revel, Feltrinelli, Milano 1996.
  - Volume II. 1971-1977, trad. Agostino Petrillo, a cura di Alessandro Dal Lago, Feltrinelli, Milano 1997.
  - Volume III. 1978-1985, trad. Sabina Loriga, a cura di Alessandro Pandolfi, Feltrinelli, Milano 1998.
- Illuminismo e critica, a cura di Paolo Napoli, Donzelli, Roma 1997.
- Taccuino persiano, a cura di Renzo Guolo e Pierluigi Panza, Guerini, Milano 1998.
- I Corsi al Collège de France. I Résumés (1989), a cura di Alessandro Pandolfi e Alessandro Serra, Feltrinelli, Milano 1999.
- Il discorso, la storia, la verità, a cura di Mauro Bertani, Einaudi, Torino 2001.
- Biopolitica e liberalismo: detti e scritti su potere ed etica, 1975-1984, a cura di Ottavio Marzocca, Medusa, Milano 2001.
- Spazi altri: i luoghi delle eterotopie, trad. Tiziana Villani e Pino Tripodi, a cura di Salvo Vaccaro, Mimesis, Milano 2002.
- Il sogno, trad. Maria Colò, prefazione di Fabio Polidori, Raffaello Cortina, Milano 2003 (già come introduzione a Ludwig Binswanger, Sogno ed esistenza, trad. Lucia Corradini e Carlotta Giussani, SE, Milano 1993).
- L'Islam e la rivoluzione iraniana (con altri), Mimesis, Milano 2005.
- La pittura di Manet, a cura di Francesco Paolo Adorno, introduzione di Angelo Trimarco, La città del sole, Napoli 1996; trad. Simona Paolini, a cura di Maryvonne Saison e con uno scritto di Carole Talon-Hugon, Abscondita, Milano 2005.
- Antologia: l'impazienza della libertà, a cura di Vincenzo Sorrentino, Feltrinelli, Milano 2005.
- Interviste, a cura di Roger-Pol Droit, trad. Fabio Polidori, Mimesis, Milano 2007.
- Follia e psichiatria: Detti e scritti (1957-1984), trad. Deborah Borca e Valeria Zini, a cura di Mauro Bertani e Pier Aldo Rovatti, Raffaello Cortina, Milano 2006
- Discipline, poteri, verità: detti e scritti 1970-1984, a cura di Mauro Bertani e Valeria Zini, Marietti, Genova 2008.
- Il corpo, luogo di utopia, trad. Gloria Origgi, Nottetempo, Roma 2008.
- La strategia dell'accerchiamento. Conversazioni e interventi 1975-1984, trad. Andrea L. Carbone e Andrea Inzerillo, a cura di Salvo Vaccaro, con una postfazione di Michel Senellart, :duepunti, Palermo 2009.
- La prosa del mondo, prefazione di Maurizio Ferraris, Rizzoli, Milano 2009 (parte di Le parole e le cose).
- Je suis un artificier, in Antasofia 4, Mimesis, Milano 2005.
- La vita degli uomini infami, Il Mulino, Bologna, 2009.
- La società disciplinare, a cura di Salvo Vaccaro, Mimesis, Milano, 2010.
- L'emergenza delle prigioni: Interventi su carcere, intervento e controllo, Balzo di Tigre, 2011.
- Il bel rischio. Conversazione con Claude Bonnefoy, Cronopio, Napoli, 2013.
- La grande straniera. A proposito di letteratura, Cronopio, Napoli, 2015.
- Alternative alla prigione, Neri Pozza, Roma, 2022.
- Dossier Iran, a cura di Sajjad Lohi, Neri Pozza, Roma, 2023.
- La legge del pudore, a cura di Caro Gervasi e Lorenzo Petrachi, Orthotes, Napoli-Salerno 2023.

### Corsi tenuti al Collège de France
- La volontà di sapere (1970-1971), a cura di Pasquale Pasquino e Giovanna Procacci, Milano, Feltrinelli, 1978.
- Teorie e istituzioni penali (1971-1972), a cura di Deborah Borca, P. A. Rovatti, Milano, Feltrinelli, 2019.
- La società punitiva (1972-1973), a cura di Silvano Cacciari e altri, Tracce, Piombino, 2001.
- Il potere psichiatrico (1973-1974), a cura di Jacques Lagrange, trad. Mauro Bertani, Feltrinelli, Milano 2004.
- Gli anormali (1974-1975), a cura di Valerio Marchetti e Antonella Salomoni, Feltrinelli, Milano 2002.
- Bisogna difendere la società (1975-1976), a cura di Mauro Bertani e Alessandro Fontana, Ponte alle Grazie, Firenze 1990; Feltrinelli, Milano 1998; ed. Grande, Torino, 2002.
- Sicurezza, territorio, popolazione (1977-1978), a cura di François Ewald, Alessandro Fontana e Michel Senellart, trad. Paolo Napoli, Feltrinelli, Milano, 2005.
- Nascita della biopolitica (1978-1979), a cura di François Ewald, Alessandro Fontana e Michel Senellart, trad. Mauro Bertani e Valeria Zini, Feltrinelli, Milano 2005.
- Del governo dei viventi (1979-1980), a cura di Deborah Borca, P. A. Rovatti, Milano, Feltrinelli, 2014.
- Soggettività e verità (1980-1981), a cura di P. A. Rovatti, Milano, Feltrinelli, 2017.
- L'ermeneutica del soggetto (1981-1982), a cura di Frédéric Gros, trad. Mauro Bertani, Feltrinelli, Milano 2003.
- Il governo di sé e degli altri (1982-1983), a cura di Frédéric Gros, François Ewald e Alessandro Fontana, trad. Mario Galzigna, Feltrinelli, Milano 2009.
- Il coraggio della verità. Il governo di sé e degli altri (1983-1984), a cura di M. Galzigna ed F. Gros, Feltrinelli, Milano, 2011.

### Corsi e lavori di Michel Foucault prima del Collège de France
- La sessualità. Corso all'Università di Clermont-Ferrand (1964) e Il discorso della sessualità, corso all'Università di Vincennes (1969), Edizione stabilita da Claude-Olivier Doron, sotto la responsabilità di François Ewald, traduzione e cura di Deborah Borca, Collezione Campi del sapere, Milano, Feltrinelli, 2023.
- Binswanger et l'analyse existentielle, Édition établie, sous la responsabilité de François Ewald, par Elisabetta Basso, EHESS / Gallimard / Seuil, Paris, 2021.
- Phénoménologie et Psychologie 1953-1954, Édition établie, sous la responsabilité de François Ewald, par Philippe Sabot, EHESS / Gallimard / Seuil, Paris, 2021.
- La Question anthropologique, Cours. 1954-1955, Édition établie, sous la responsabilité de François Ewald, par Arianna Sforzini, EHESS / Gallimard / Seuil, Paris, 2021.
- Le discours philosophique, Édition établie, sous la responsabilité de François Ewald, par Orazio Irrera et Daniele Lorenzini, EHESS / Gallimard / Seuil, Paris, 2021.